# Rundlokschuppen Rummelsburg

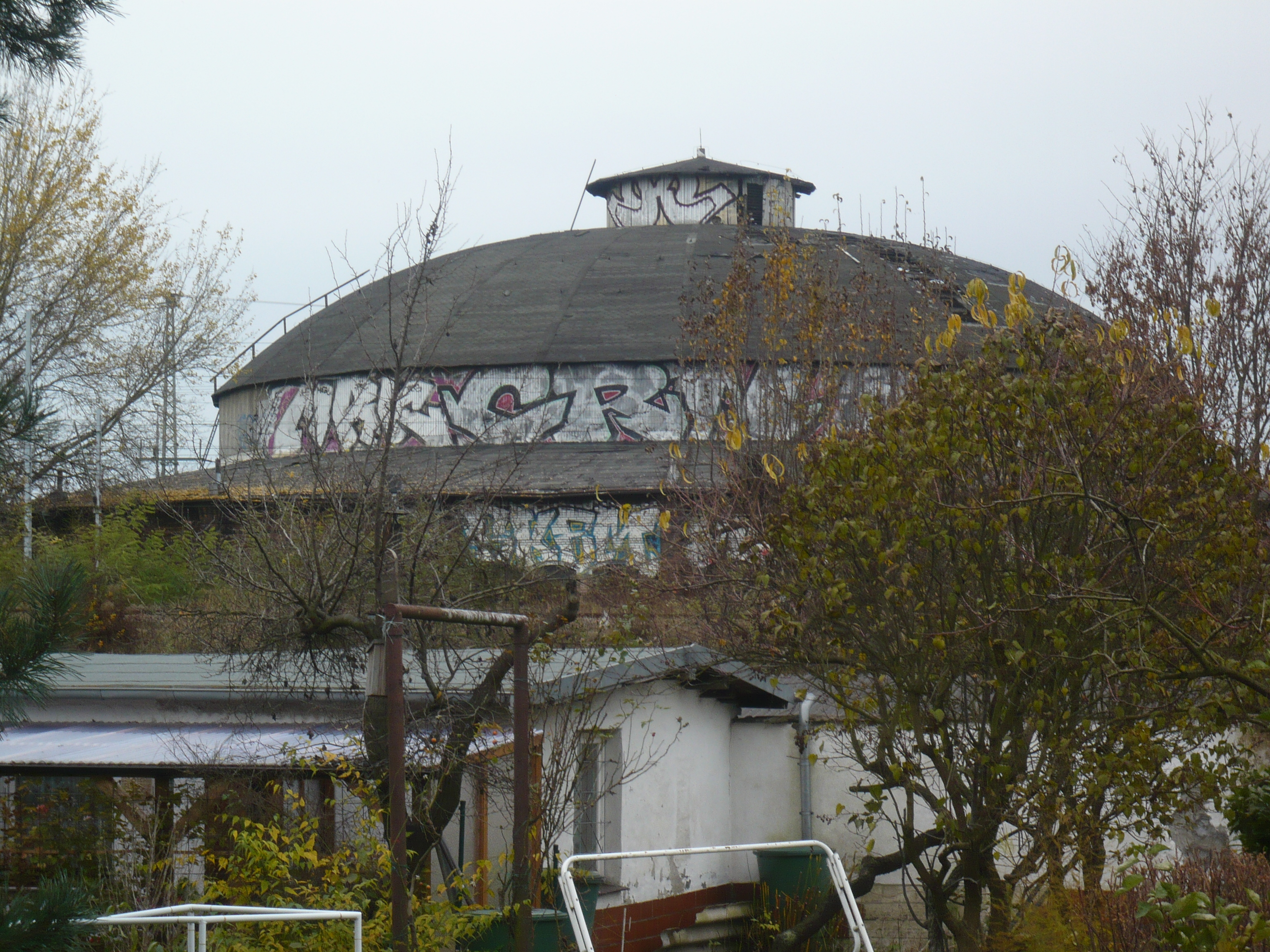
Rundlokschuppen

Der Rundlokschuppen Rummelsburg ist ein Lokomotivschuppen und eine Gesamtdenkmalanlage im Berliner Ortsteil Rummelsburg des Bezirks Lichtenberg auf dem Gelände des ehemaligen Rangier- und jetzigen Betriebsbahnhofs Berlin-Rummelsburg. Neben dem Rundlokschuppen auf dem früheren Güterbahnhof Pankow ist er der einzige noch erhaltene seiner Art in ganz Deutschland.

## Geschichte
Der Rundlokschuppen wurde bis 1879 auf dem Rangierbahnhof Rummelsburg von der Königlichen Eisenbahndirektion erbaut. Er hat einen Durchmesser von 60 Metern und wird getragen von 24 Stützen aus Gusseisen, die im Radius von 15 Metern um den Mittelpunkt angeordnet sind. Die Kuppel nach dem Vorbild der Kuppelbauten von Johann Wilhelm Schwedler hat einen Durchmesser von 30 Metern. Die Drehscheibe mit 16 Metern Durchmesser stammt noch aus den Anfangszeiten. Außerdem umfasst das Gebäude Verwaltungs- und Diensträume, eine Werkstatt und ein Lager. Im oberen Stockwerk ist ein Wassertank für die Dampfloks eingebaut. Im Jahr 1993 wurde die Nutzung des Rundlokschuppens eingestellt. Danach wurde das Gebäude immer wieder für Filmproduktionen verwendet. Die Deutsche Bahn als Besitzer kommt ihrer Aufgabe, das Bauwerk instand zu halten, nicht nach. 2010 stellte sie einen Abrissantrag, dem nicht entsprochen wurde. Seitdem gab es keine Sanierungsarbeiten am Gebäude, das wegen der Lage inmitten der Gleisanlagen nur schwer öffentlich nutzbar ist.